# Namolesso (Ort)
Namolesso (Namuleso) ist das Verwaltungszentrum des osttimoresischen Verwaltungsamts Lequidoe, im Südosten der Gemeinde Aileu.

## Geographie
| Ortsteile Namolessos |                      |        |
| Orte                 | Position             | Höhe   |
| Aitoin               | 8° 43′ S, 125° 39′ O | 1301 m |
| Daro                 | 8° 43′ S, 125° 39′ O | 1332 m |
| Gariqai              | 8° 43′ S, 125° 39′ O | 1270 m |
| Lacabou              | 8° 43′ S, 125° 39′ O | 1299 m |
| Maucurunamo          | 8° 43′ S, 125° 39′ O | 1216 m |
| Serema               | 8° 43′ S, 125° 39′ O | 1289 m |

Das Verwaltungszentrum liegt im Suco Namolesso (Namuleso) und wird nach dem Verwaltungsamt ebenfalls auch Lequidoe genannt. Mehrere kleine Ortschaften bilden die Siedlung entlang der Straße, die von West nach Ost durch den Suco führt. Die Ortsteile sind Daro (Daru), Aitoin (Aitoi), Lacabou und Serema (Seema). Etwas südlich der Straße schließen sich die Orte Maucurunamo (Maukuruaamo, Maukurunamo) und Gariqai (Guriqui) an.
In der Siedlung Namolesso befinden sich einen Kirche der Assemblies of God, einen Polizeistation, ein kommunales Gesundheitszentrum, ein Markt, einen Hubschrauberlandeplatz, einen Wassertank, die Grundschule Escola Primaria Namuleso und die Sitze des Verwaltungsamts Lequidoe und des Sucos Namolesso.